# Mela (figlio di Portaone)
Mela (in greco antico: Μέλας?) è un personaggio della mitologia greca, uno dei figli di Portaone e di Eurite.
Fu il padre di Feneo, Eurialo, Iperlao, Antioco, Eumede, Sterno, Xanthippo e Stenelao.

## Mitologia
Eurite era la figlia di Ippodamante e da lui discendeva  Perimede e quindi da un altro Mela.
I suoi figli furono tutti uccisi da Tideo durante il complotto contro lo zio Oineo.